# Intro (muzyka)
Intro - skrót ang. "introduction" ("przedstawienie się", tu w sensie "wprowadzenie"). Nazwa ścieżki dźwiękowej otwierającej album lub singla. Intro na ogół różni się dość wyraźnie stylistyką od pozostałych utworów zawartych na tej samej płycie. Często nie zawiera muzyki, lecz wprowadzenie słowne, różne odgłosy, czasem też muzykę z innego gatunku muzycznego (np. intro z LP "Morbid Visions" grupy Sepultura). Najczęściej jest krótkie, trwa kilka - kilkanaście sekund.